# Gyanógeregye
Gyanógeregye ist eine ungarische Gemeinde im Kreis Szombathely im Komitat Vas.

## Geografische Lage
Gyanógeregye liegt 16,5 Kilometer südöstlich der Stadt Szombathely, an dem kleinen Fluss Sorok. Nachbargemeinden sind Sorkifalud, Rábatöttös mit dem Ortsteil Gutaháza und Püspökmolnári.

## Geschichte
Die Gemeinde entstand 1932 durch den Zusammenschluss der Orte Geregye und Gyanó.

## Sehenswürdigkeiten
- Glockenturm (Harangtorony)
- Römisch-katholische Kirche Jézus Szíve-iskolakápolna
- Szent-István-Gedenksäule, erschaffen von János Sulyok

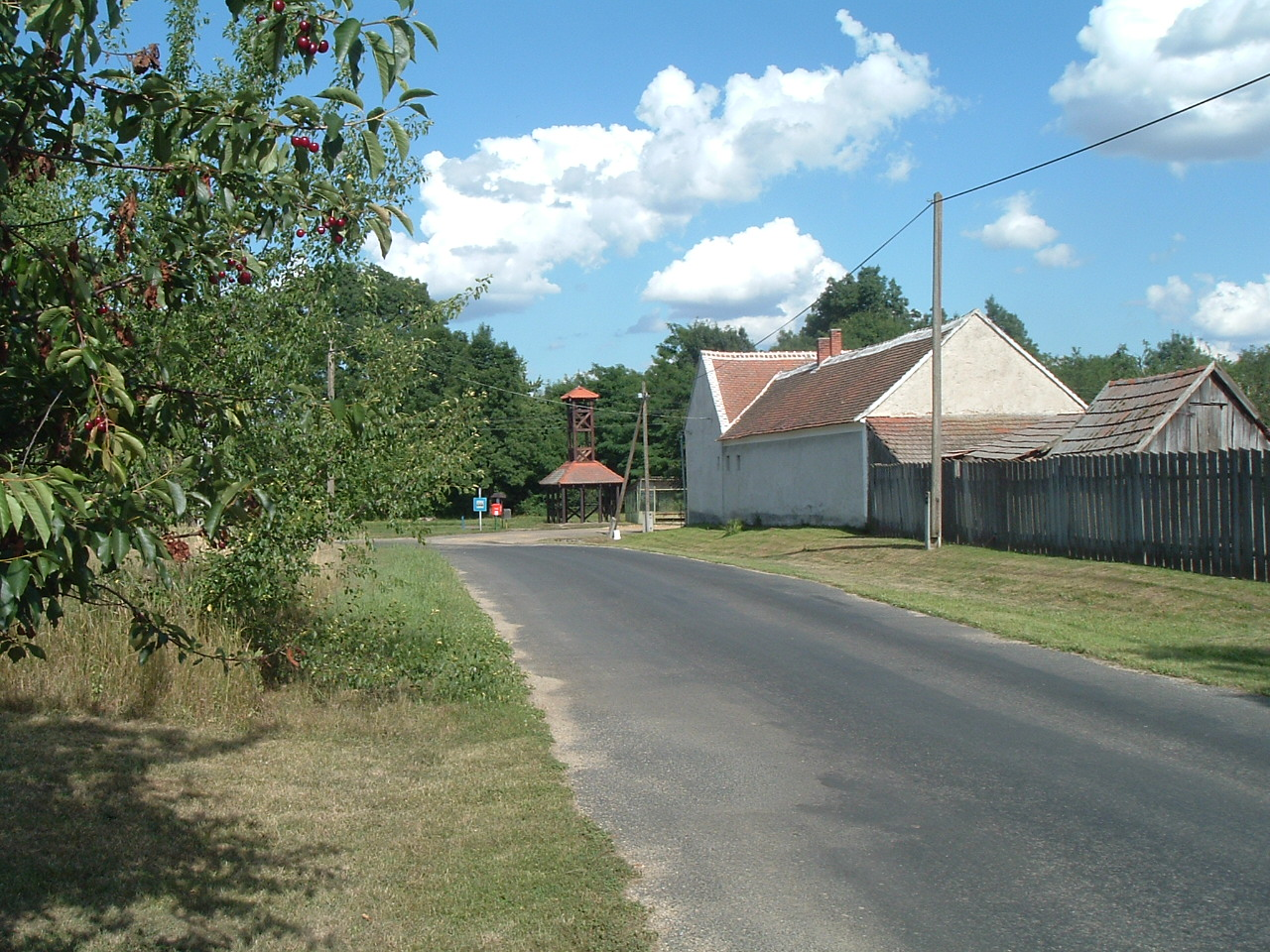
Ortsteil Geregye mit Blick auf den Glockenturm
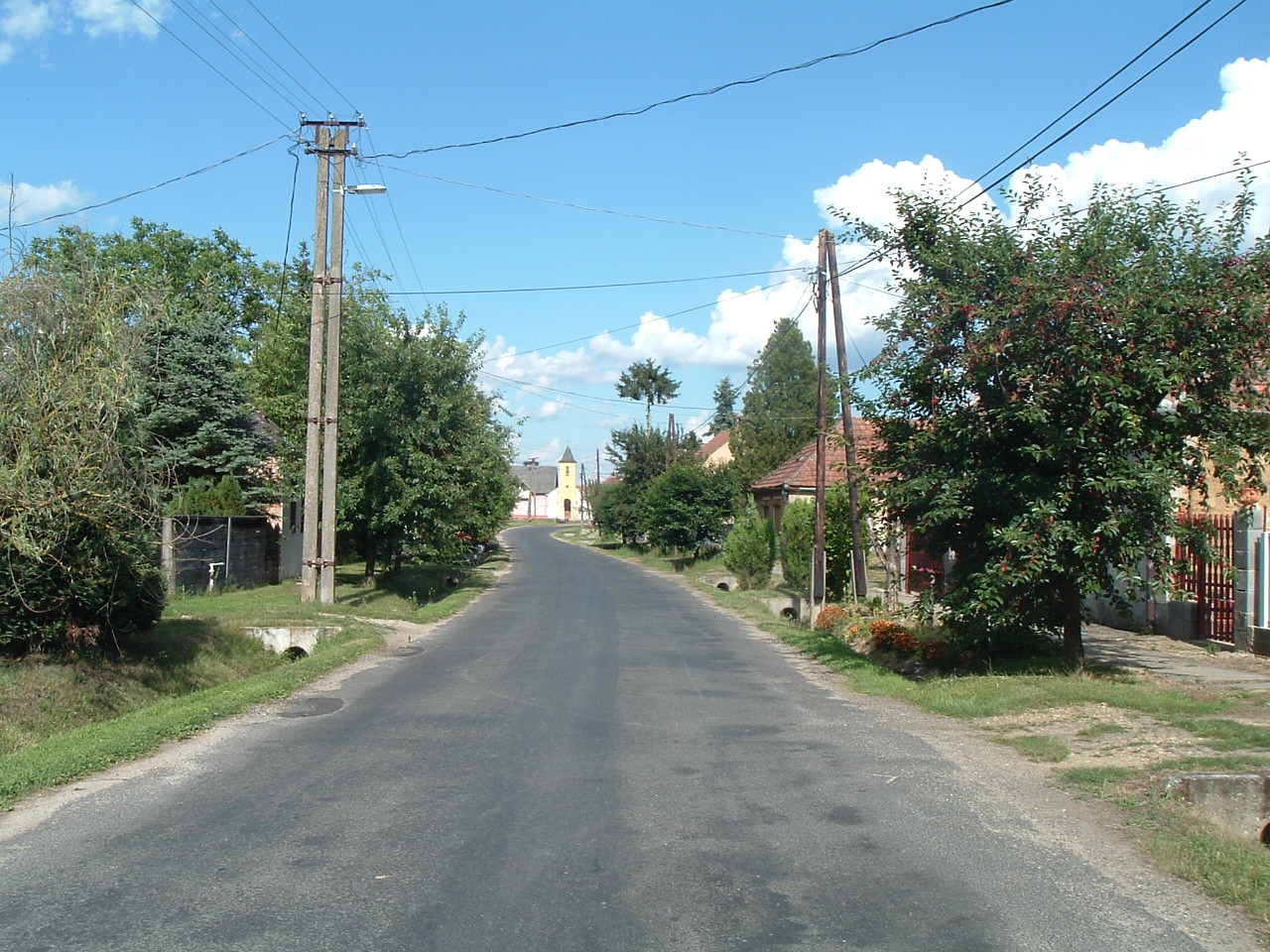
Ortsteil Gyanó mit röm.-kath. Kirche Jézus Szíve-iskolakápolna

## Verkehr
Durch Gyanógeregye verlaufen die Landstraßen Nr. 8702 und Nr. 8703. Der nächstgelegene Bahnhof befindet sich zwei Kilometer westlich im Ortsteil Szentléránt der Gemeinde Sorkifalud.